# 塞勒姆鎮區 (明尼蘇達州奧姆斯特德縣)
塞勒姆鎮區（英語：Salem Township）是位於美國明尼蘇達州奧姆斯特德縣的一個行政鎮區。

## 歷史
塞勒姆鎮區於1858年成立，得名自伊利諾州的塞勒姆。

## 地方資料
塞勒姆鎮區的面積為92.65平方千米，當中陸地面積為92.64平方千米，而水域面積為0.01平方千米。根據2020年美國人口普查的數據，當地共有人口1094人，而人口密度為每平方千米11.81人。